# 垣内繁安
垣内 繁安（かきうち しげやす）は江戸時代中期の豪商。紀伊国有田郡栖原村垣内太郎兵衛家第8代。菊池海荘の祖父。

## 生涯
享保8年（1723年）紀伊国栖原垣内家第6代垣内繁福の五男として生まれた。幼名は茂助で、長じて清四郎と称した。当初叔父垣内敦義の跡継ぎとなったが、兄垣内重恕に子がなく、他の兄も早世したため、本家に戻った。享保20年（1735年）父繁福が死去すると、重恕に江戸での商売を任された。14歳の時安房国に出て、重恕と敦義が長狭郡天津中不入村に開いた支店で米・麦を商った。
安永元年（1772年）繁恕が始めた農業に協力して沼地を埋め立て、榛を伐採して櫨を栽培した。
天明2年（1782年）3月25日中不入浦の支店を江戸新和泉町に移して砂糖・薬種を扱い、次男垣内孝友にこれを任せた。
70代で長男垣内忠質に家督を譲り、晩年義同と号した。文化元年（1804年）9月28日故郷で病没し、施無畏寺に葬られ、11月忠質・孝友により皆川淇園撰・書の墓碑が建てられた。

## 人物
11歳の時、兄善蔵が隣村に出かけたところ、子供達に犬を嗾けられ、家に逃げ帰って来た。繁安は「懲らしめてやる」と憤り、太刀を帯びて善蔵と隣村の名主宅に押しかけ、刀に手をかけて非難した。名主は驚いて叩頭して謝罪したという。
商売の余暇には武術を修行し、特に槍術に長じた。ある日、江戸で桃井伴山と槍術を競い合ったところ、壁に3尺の穴を開けてしまい、隣人を驚かせた。また、ある夜熊谷宿を通過中、盗賊に遭遇したが、一喝して追い払った。このほか謡曲・横笛・作曲・撃剣に通じた。
家を継いで以降は自制して別人のようになり、毎日帳簿と向き合ったが、怒ると以前の姿を現した。江戸本店が資金不足のため、親族から借金したところ、その弟が監視しに来て横柄に振る舞った。支配人南平七に「本家を侮辱している。追い出てほしい。」と頼まれると、その親族に在庫・器材を全て与えて独立開業させ、本店の財政は窮地に陥った。またある日、豪商鴻池某から借金しようとしたが、無礼な態度を取られたため、怒鳴って立ち去ったという。

## 親族
- 父：垣内繁福（第6代太郎兵衛、了玄）
- 母：妙誓 - 北畠佐次右衛門娘[7]。
  - 兄：垣内重恕（第7代太郎兵衛、了順）
  - 兄：善蔵[8]
  - 姉妹：須賀 - 堂茂右衛門妻[9]。
  - 姉妹：妙蓮 - 久保忠助妻[9]。
- 妻：妙覚 - 西忠右衛門娘[7]。
- 継室：妙政 - 垣内荘太郎娘[7]。
- 長男 - 夭折[6]。
- 次男：垣内忠質（第9代太郎兵衛、茗渓）
- 三男：垣内孝友（初代孫左衛門、淡斎）
- 娘：栄（栄好） - 垣内元綽（太郎左衛門、敬念）妻[9]。
- 娘[6]